# Поплар (Вісконсин)
Поплар (англ. Poplar) — селище (англ. village) в США, в окрузі Дуглас штату Вісконсин. Населення — 629 осіб (2020).

## Географія
Поплар розташований за координатами 46°34′55″ пн. ш. 91°46′56″ зх. д. / 46.58194° пн. ш. 91.78222° зх. д. (46.581849, -91.782321).  За даними Бюро перепису населення США в 2010 році селище мало площу 30,90 км², з яких 30,82 км² — суходіл та 0,07 км² — водойми.

## Демографія
Згідно з переписом 2010 року, у селищі мешкали 603 особи в 229 домогосподарствах у складі 172 родин. Густота населення становила 20 осіб/км².  Було 254 помешкання (8/км²).
Расовий склад населення:
| - 94,5 % — білих - 1,7 % — корінних американців - 1,2 % — азіатів - 0,3 % — чорних або афроамериканців |

До двох чи більше рас належало 2,2 %. Частка іспаномовних становила 0,0 % від усіх жителів.
За віковим діапазоном населення розподілялося таким чином: 26,9 % — особи молодші 18 років, 57,5 % — особи у віці 18—64 років, 15,6 % — особи у віці 65 років та старші. Медіана віку мешканця становила 39,0 року. На 100 осіб жіночої статі у селищі припадало 98,4 чоловіків;  на 100 жінок у віці від 18 років та старших — 96,9 чоловіків також старших 18 років.
Середній дохід на одне домашнє господарство  становив 75 994 долари США (медіана — 56 750), а середній дохід на одну сім'ю — 84 860 доларів (медіана — 78 750). Медіана доходів становила 52 045 доларів для чоловіків та 40 625 доларів для жінок. За межею бідності перебувало 4,5 % осіб, у тому числі 8,6 % дітей у віці до 18 років та 0,0 % осіб у віці 65 років та старших.
Цивільне працевлаштоване населення становило 291 особа. Основні галузі зайнятості: освіта, охорона здоров'я та соціальна допомога — 27,1 %, транспорт — 15,5 %, роздрібна торгівля — 12,4 %.